# Emanuel Leutze
Emanuel Gottlieb Leutze, né le 24 mai 1816 à Schwäbisch Gmünd, dans le royaume de Wurtemberg, mort le 18 juillet 1868 à Washington, est un peintre américain d’origine wurtembergeoise, spécialisé dans la peinture historique.
Leutze arriva en Amérique alors qu’il avait neuf ans. Ses parents s’installèrent d’abord à Philadelphie puis à Fredericksburg. Il reçut un premier enseignement artistique du peintre J. A. Smith, à Philadelphie. Il est remarqué en 1840 et reçoit alors de nombreuses commandes, ce qui lui permet, en 1841, d’aller étudier avec Carl Friedrich Lessing (1808-1880) à Düsseldorf. Il se forme à l'Académie des beaux-arts de cette ville, où s'épanouira l'École de Düsseldorf à laquelle il sera rattaché. Il partit pour Munich en 1842 et étudia les œuvres de Cornelius et Karlbach. On le retrouve l’année suivante à Venise et à Rome. Il retourna à Düsseldorf en 1845. Sa toile la plus célèbre est sans doute Washington Crossing the Delaware (1850), conservée au Metropolitan Museum of Art de New York. Au cours des Révolutions de 1848 en Europe, Leutze voulut présenter la Révolution américaine en modèle pour tous les libéraux. De la même manière, sa série de tableaux sur Christophe Colomb correspond à l'état d'esprit de la jeune nation américaine (voir par exemple le livre Une histoire et les voyages de Christophe Colomb (The Life and Voyages of Christopher Columbus) de Washington Irving, dont Leutze s'est inspiré), qui cherchait chez l'explorateur un marquage complémentaire à la seule identité britannique.
En 1859, Leutze acheva un portrait de Roger Brooke Taney qui est aujourd’hui exposé à l’Harvard Law School. En 1860 il fut chargé par le Congrès américain de décorer l’escalier du capitole à Washington, pour lequel il peignit une grande composition, Westward the Course of Empire takes its Way. À la fin de sa vie, il intégra l’Académie américaine de design et fut également membre de l’Union League Club of New York, qui détient un grand nombre de ses tableaux.

## Œuvres
- Christophe Colomb devant le conseil de Salamanque, 1841, huile sur toile, 91 × 115 cm, Musée du Louvre, Paris, (don des American Friends of the Louvre)[3].
- Le Retour de Christophe Colomb enchaîné à Cadix, 1842, huile sur toile, 0,94 × 1,35 m, collection particulière.
- Christophe Colomb devant la reine, 1843, huile sur toile, 0,97 × 1,30 m, Brooklyn Museum, New York.
- George Washington franchissant le fleuve Delaware, 1851, huile sur toile, 3,82 × 6,56 m, Metropolitan Museum of Art, New York.
- Westward the Course of Empire, 1860

## Galerie

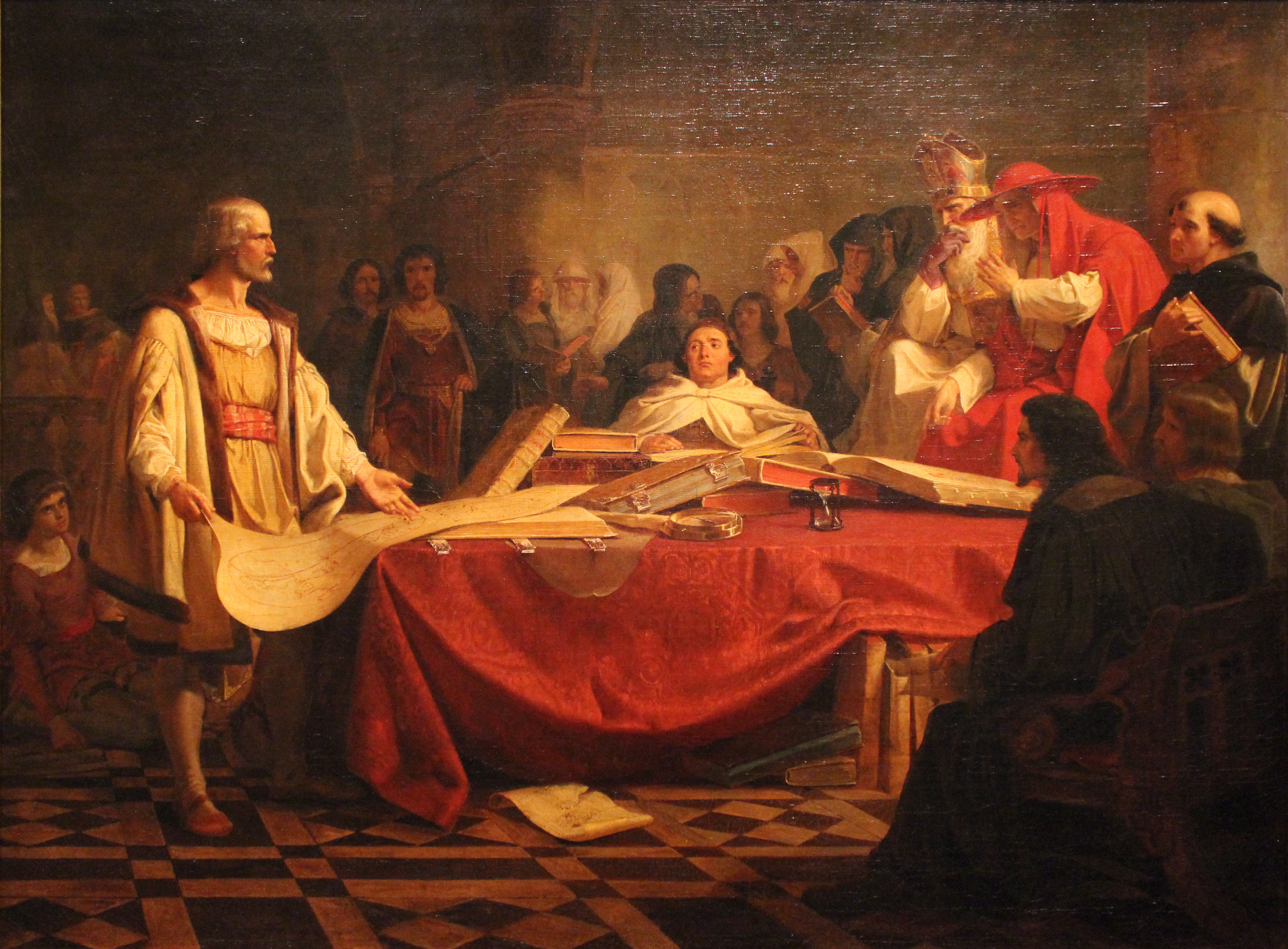
Christophe Colomb devant le conseil de Salamanque, 1841, musée du Louvre, Paris
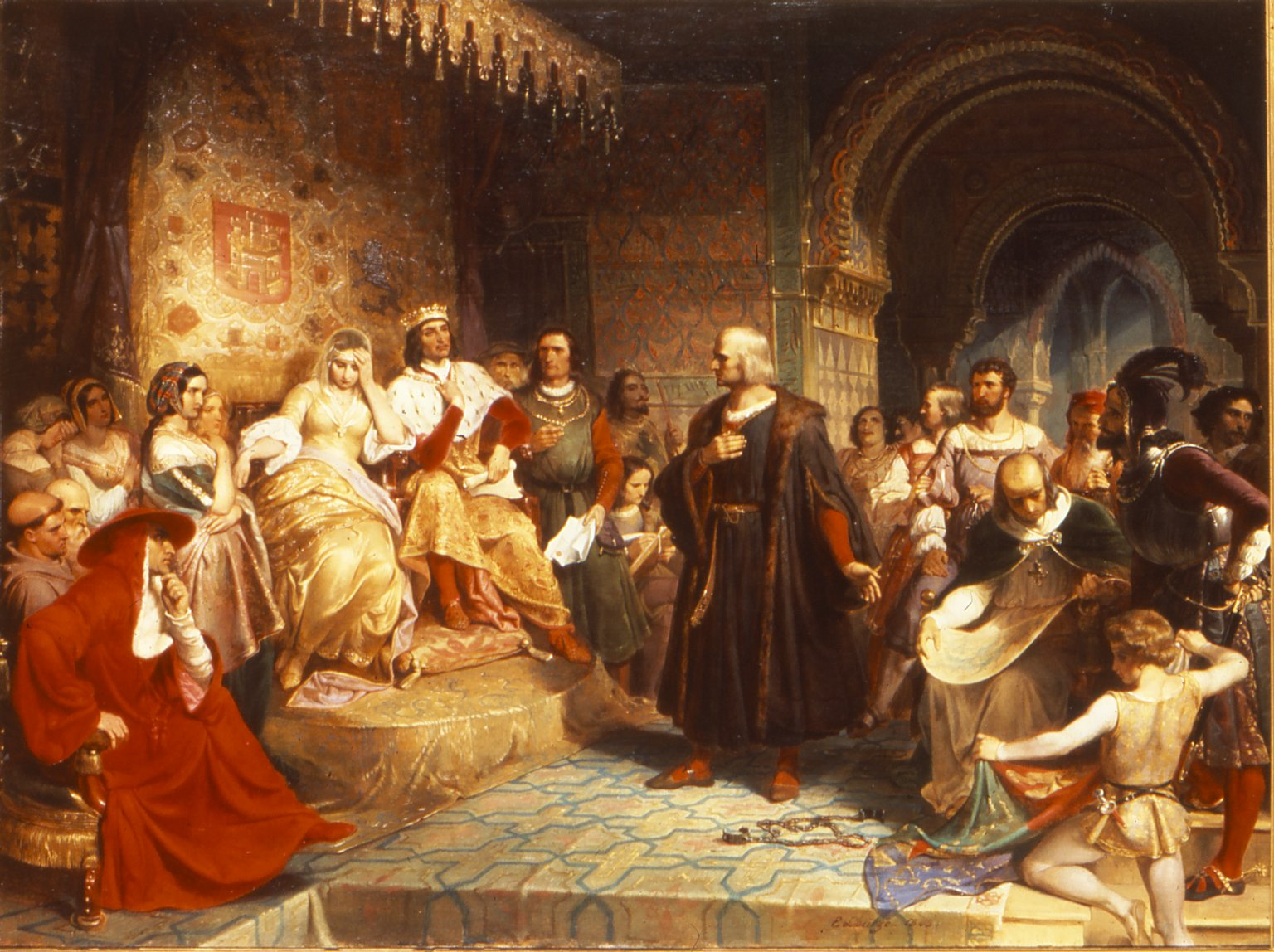
Columbus devant la Reine, 1843, Brooklyn Museum, New York
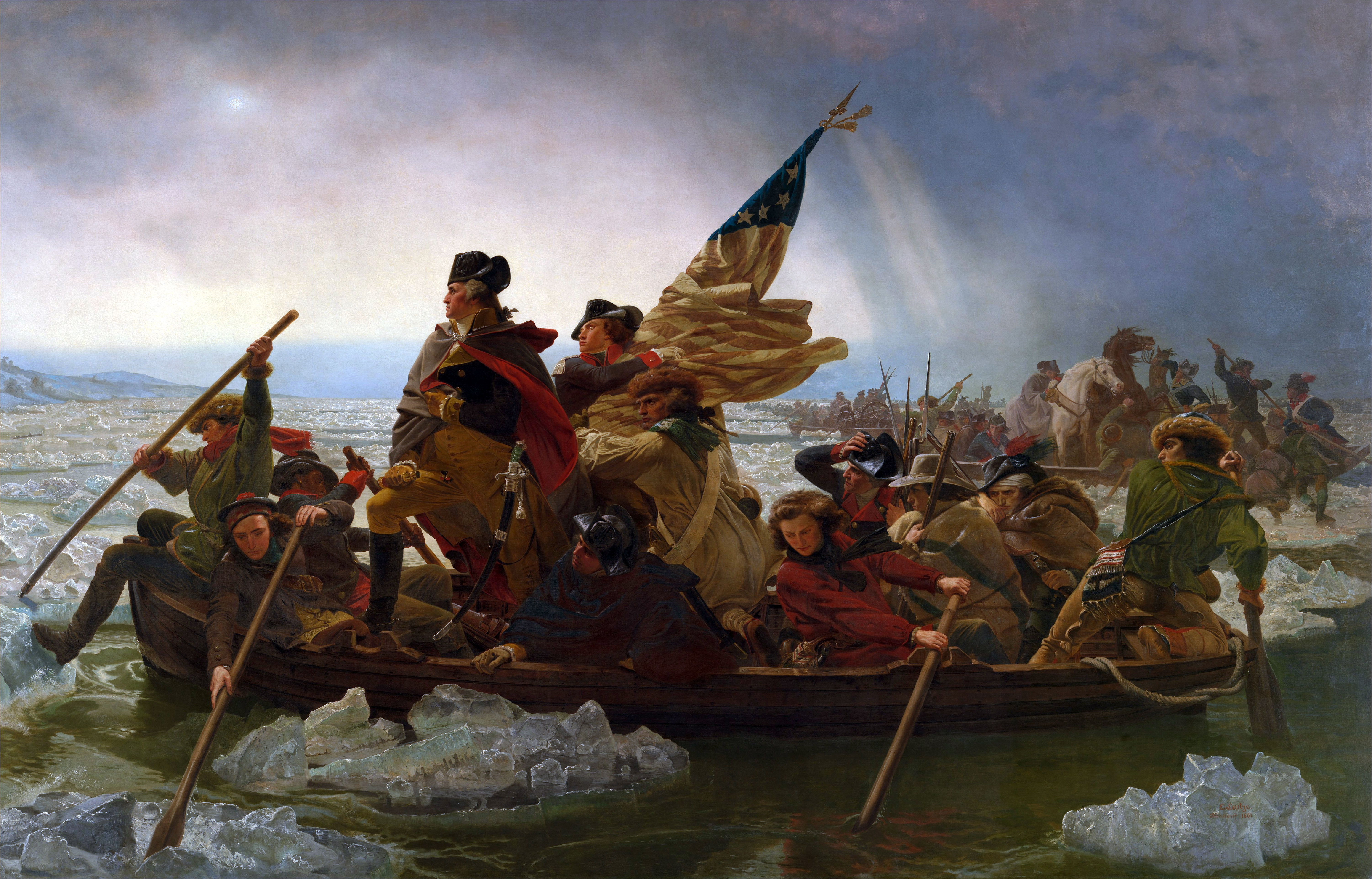
George Washington franchissant le fleuve Delaware, 1851, Metropolitan Museum of Art, New York
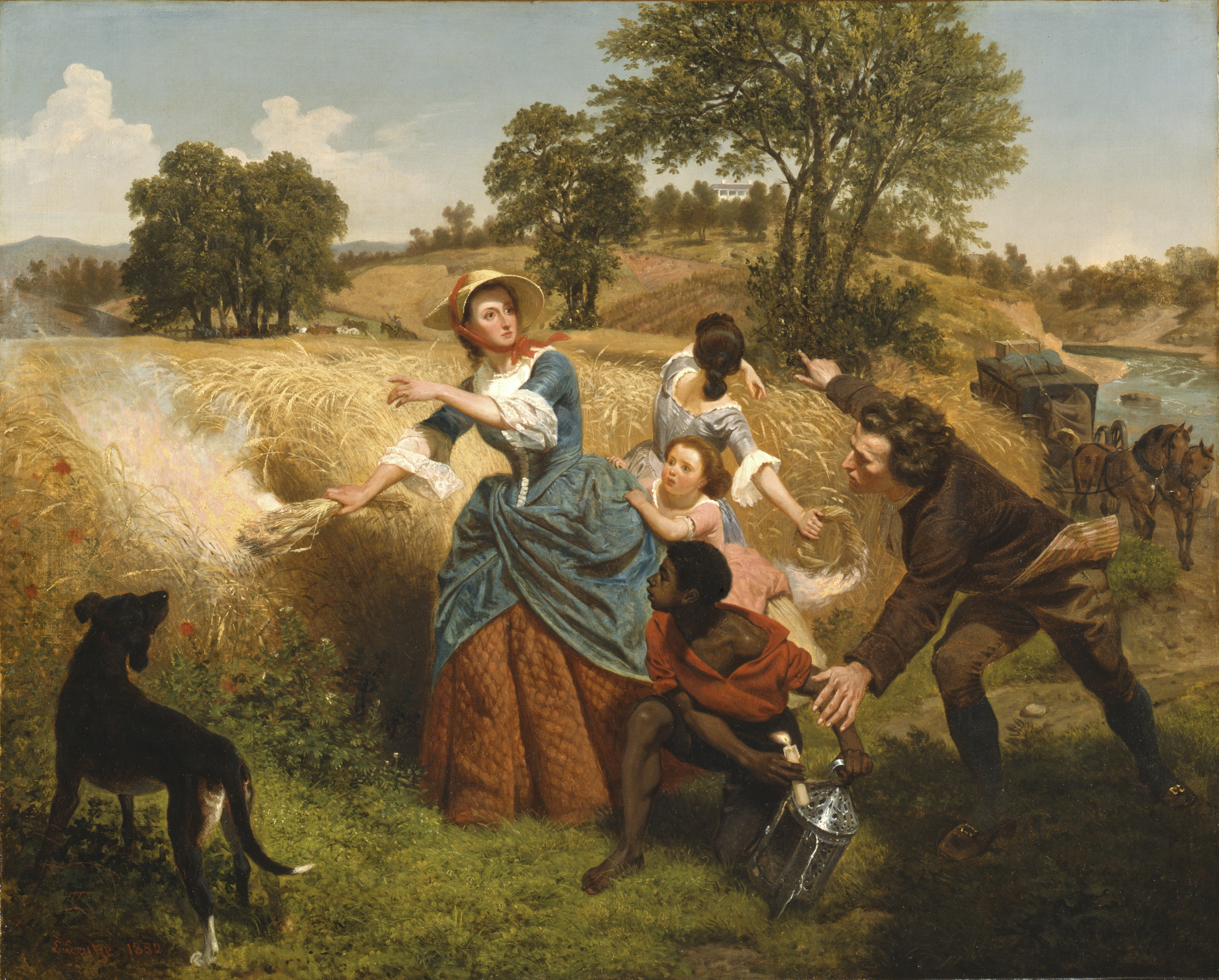
Mrs. Schuyler Burning Her Wheat Fields on the Approach of the British, 1852, Musée d'art du comté de Los Angeles, Los Angeles
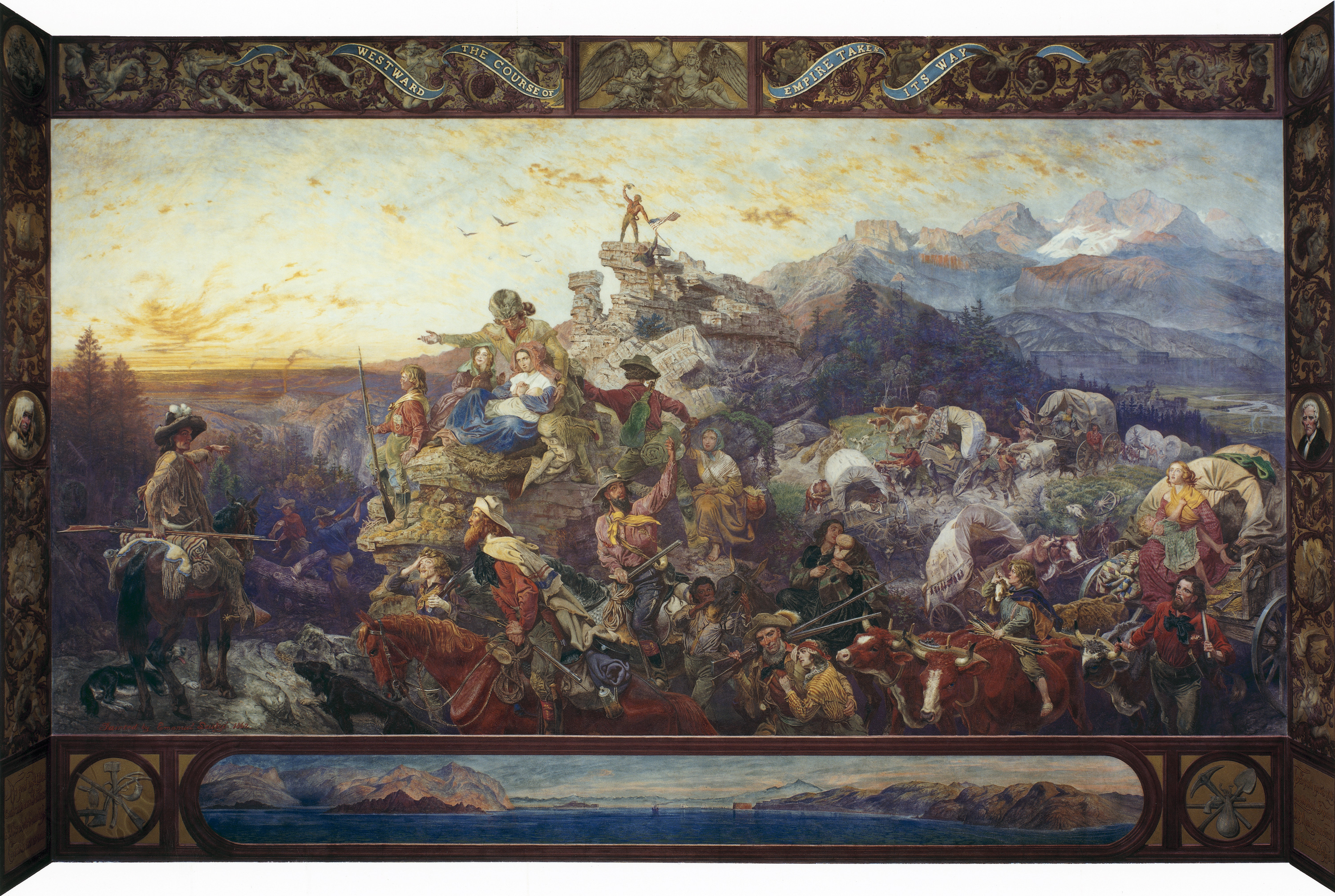
Westward the Course of Empire Takes Its Way, 1861, Capitole des États-Unis